# Wereld Alzheimer Dag
Wereld Alzheimer Dag is een themadag ter bevordering van de wereldwijde aandacht voor de ziekte van Alzheimer en dementie. De dag wordt ieder jaar gevierd op 21 september en is een initiatief van de koepelorganisatie van landelijke alzheimerorganisaties, Alzheimer Disease International. De dag wordt sinds 1994 gevierd en is in het leven geroepen naar aanleiding van het tienjarig bestaan van deze organisatie. 

## Viering
In Nederland wordt Wereld Alzheimer Dag gevierd door het Nederlandse lid van Alzheimer's Disease International, Alzheimer Nederland. De vrijwilligers van deze stichting organiseren overal in het land activiteiten. Vaak worden mensen met dementie en hun naasten betrokken bij de activiteiten, maar soms hebben de festiviteiten vooral een publicitair of fondsenwervend karakter. 

## Thema
Ieder jaar geeft Alzheimer Disease International een thema aan Wereld Alzheimer Dag. In 2015 is het internationale thema 'Remember me'. Alzheimer Nederland geeft vaak een eigen thema aan de dag.